# Anielska Kopa
Anielska Kopa (niem. Engel-koppe, 879 m n.p.m.) – góra w Sudetach Środkowych, na północno-wschodniej krawędzi wierzchowiny Gór Bystrzyckich, pomiędzy Łomnicką Równią a Wójtowską Równią. Północnymi zboczami przechodzi Droga Stanisława.
Prawie w całości jest porośnięta monokulturowym lasem świerkowym z niewielką domieszką buka i jaworu. Spod szczytu roztacza się rozległy widok na Kotlinę Kłodzką i otaczające ją pasma górskie.
Na niektórych mapach góra występuje pod nazwą Sokołówka.

## Szlaki turystyczne
Północnymi zboczami, Drogą Stanisława przechodzi szlak turystyczny:
- Polanicy-Zdroju do Bystrzycy Kłodzkiej.